# Alpen-Seidelbast
Der Alpen-Seidelbast (Daphne alpina), auch Berg-Seidelbast oder Weiß-Seidelbast genannt, ist eine Pflanzenart aus der Gattung Seidelbast (Daphne) innerhalb der Familie der Seidelbastgewächse (Thymelaeaceae).

## Beschreibung

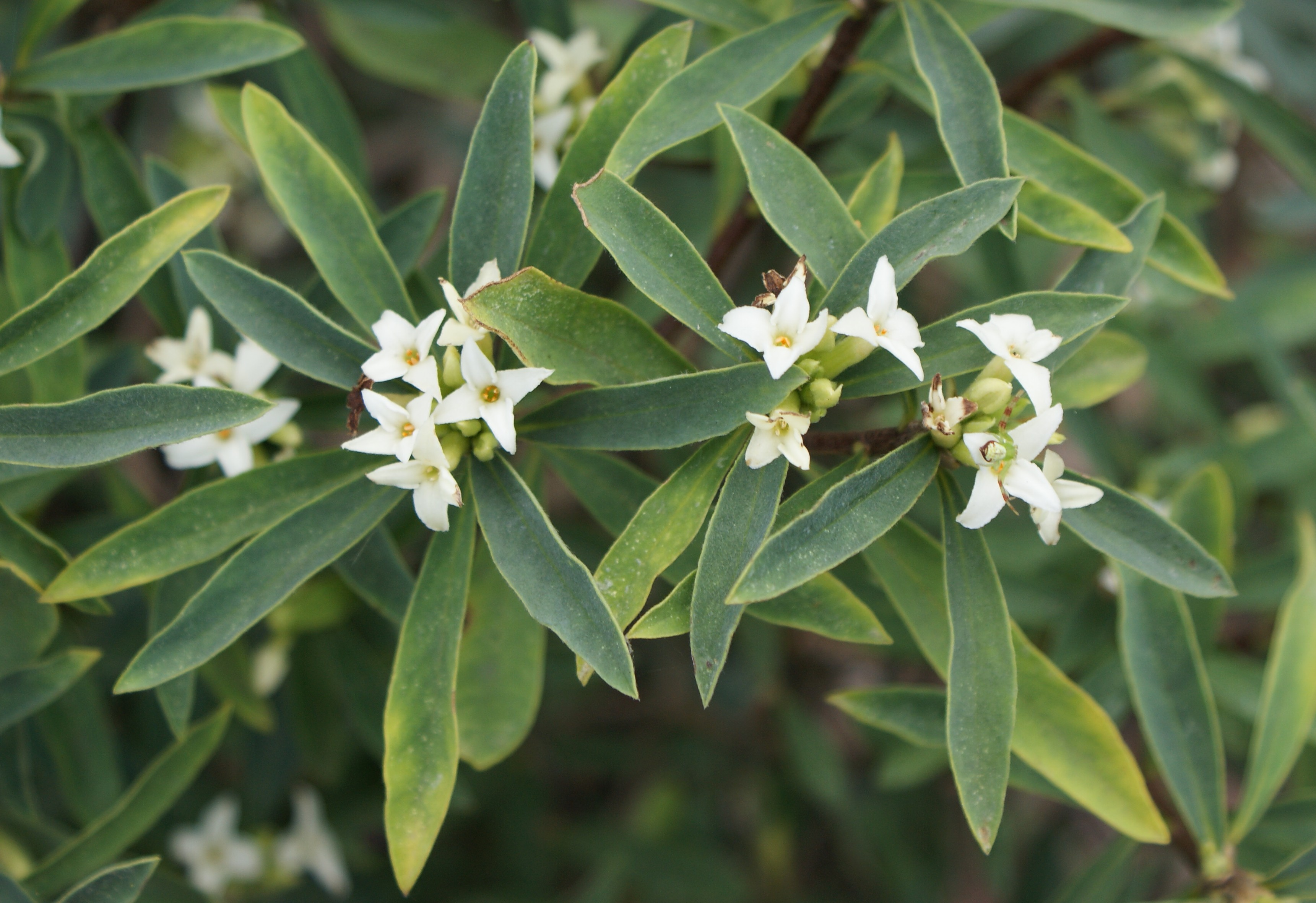
Zweige mit Laubblättern und Blüten

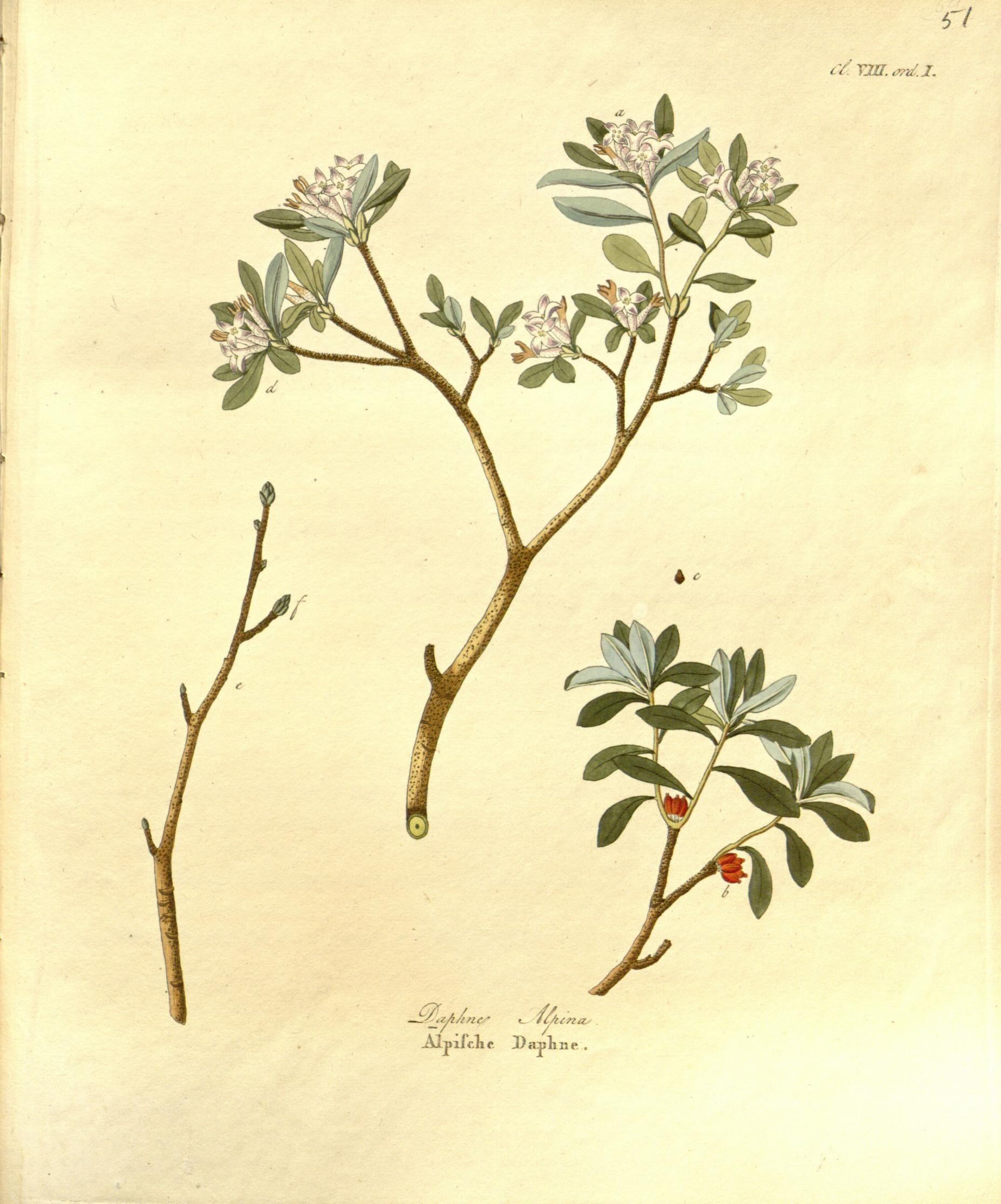
Illustration aus Afbeeldingen der fraaiste, meest uitheemsche boomen en heesters, Tafel 51

### Vegetative Merkmale
Der Alpen-Seidelbast ist eine ausdauernde, sommergrüne, verholzende Pflanze, die als Kleinstrauch (Nanophanerophyt) wächst und Wuchshöhen von 20 bis 50, selten bis zu bis 100 Zentimetern erreicht. Die Rinde seiner sparrigen Zweige ist behaart und die bogig aufsteigenden Äste sind vereinzelt mit Korkwarzen versehen.
Die Laubblätter stehen wechselständig angeordnet an den Zweigenden büschelig gehäuft. Die Blattspreite ist allmählich in einen kurzen Stiel verschmälert. Die krautige Blattspreite ist bei einer Länge von 1 bis 4 Zentimetern sowie einer Breite von bis zu 2 Zentimetern lanzettlich bis verkehrt-eiförmig mit einem stumpfen oder in einem kleinen Spitzchen auslaufenden oberen Ende und einem glatten Blattrand. Die Blattoberseite ist graugrün und die Blattunterseite ist etwas heller, sie sind anfangs behaart.

### Generative Merkmale
Die Blütezeit reicht von Mai bis Juni. Die sehr kurz gestielten Blüten stehen selten nur zu zweit, meist zu sechst bis zehnt büschelig in den oberen Blattachseln zusammen. Die angenehm nach Vanille duftenden, zwittrigen Blüten sind vierzählig. Der Blütenbecher (Hypanthium) ist etwa 1 Zentimeter lang und behaart, Die vier weißen bis milchweißen, kronblattartigen Kelchblätter sind außen dicht anliegend behaart und zu einer etwa 1 Zentimeter langen, innen behaarten Kelchröhre verwachsen. Die Kelchzipfel, deren Länge in etwa der der Kelchröhre entspricht, enden in einer Spitze. Kronblätter sind keine zu erkennen.
Die bei einer Länge von 4 bis 7 Millimetern eiförmigen Steinfrüchte sind behaart; sie reifen ab August und färben sich rot-orange.
Die Chromosomenzahl beträgt 2n = 18.

## Vorkommen
Das Verbreitungsgebiet des Alpen-Seidelbast umfasst die europäischen Gebirge von den Pyrenäen bis ins Dinarische Gebirge. Es gibt Vorkommen in den Ländern Spanien, Frankreich, Italien, Schweiz, Liechtenstein, Österreich, Slowenien, Kroatien, Serbien und Kosovo. In den Alpen steigt der Alpen-Seidelbast im Binntal im Kanton Wallis bis auf Höhenlagen von 1850 Metern. Im Schweizer Jura erreicht er am Creux du Van 1300 Meter.
Der Alpen-Seidelbast ist in Österreich selten, nur in Süd-Kärnten (Karawanken, Dobratsch) verbreitet. Er fehlt in Deutschland. In der Schweiz besitzt er kolline bis subalpine Standorte im Jura und in den Alpen; er fehlt im Engadin. In Liechtenstein kommt er bei Balzers vor.
Diese kalkstete Pflanzenart gedeiht am besten auf sonnigen Felsfluren, in lichten Föhrenwäldern und auch auf Felsschutthalden.
Die ökologischen Zeigerwerte nach Landolt & al. 2010 sind in der Schweiz: Feuchtezahl F = 1+ (trocken), Lichtzahl L = 4 (hell), Reaktionszahl R = 5 (basisch), Temperaturzahl T = 3 (montan), Nährstoffzahl N = 2 (nährstoffarm), Kontinentalitätszahl K = 4 (subkontinental).

## Taxonomie
Die Erstveröffentlichung von Daphne alpina erfolgte 1753 durch Carl von Linné in Species Plantarum, Tomus I, Seite 356.

## Giftigkeit
Der Alpen-Seidelbast ist wie alle Seidelbastarten durch Daphnetoxin stark giftig.

## Nutzung
Der Alpen-Seidelbast wird selten als Zierpflanze für Steingärten genutzt. Er ist seit spätestens 1759 in Kultur.